# Ludwig Ross
Pour les articles homonymes, voir Ross.
Ludwig Ross (né le 22 juillet 1806 à Bornhöved et mort le 6 août 1859 à Halle-sur-Saale) est un archéologue allemand.

## Biographie
Colin Ross, le père de Ludwig Ross est d'origine écossaise. Il s'installe dans le duché de Holstein après avoir épousé Juliane Auguste Remin.
Ludwig Ross fait ses études de philologie à l'Université Christian Albrecht de Kiel, avant de partir pour la Grèce gouvernée par le Bavarois Othon. Il y devient le premier professeur d'archéologie de l'Université nationale et capodistrienne d'Athènes. Il est aussi le premier président de la Société archéologique d'Athènes. Il revient en Allemagne en 1845 pour devenir professeur d'archéologie à l'Université Martin-Luther de Halle-Wittemberg.

## Œuvres
- Ross, Ludwig; Schaubert, Eduard; Hansen, Christian: Die Akropolis von Athen nach den neuesten Ausgrabungen, Erste Abtheilung: Der Tempel der Nike Apteros. Berlin, 1839 Lire sur le site de l'université d'Heidelberg
- Reisen auf den griechischen Inseln des ägäischen Meeres 4 Bände. Stuttgart, Tübingen 1840; 1843; 1845; 1852. Lire sur le site de l'université d'Heidelberg
- Das Theseion und der Tempel des Ares in Athen. Halle, 1852 Lire sur le site de l'université d'Heidelberg
- Hellenika: Archiv archäolog., philolog., histor. u. epigraph. Abhandlungen u. Aufsätze. Zeitschrift Halle, nur der Jahrgang 1846 erschienen Lire sur le site de l'université d'Heidelberg
- Archäologische Aufsätze. 2 Textbände und Tafelband. Leipzig 1855/1861 Lire sur le site de l'université d'Heidelberg